# Carl Espen

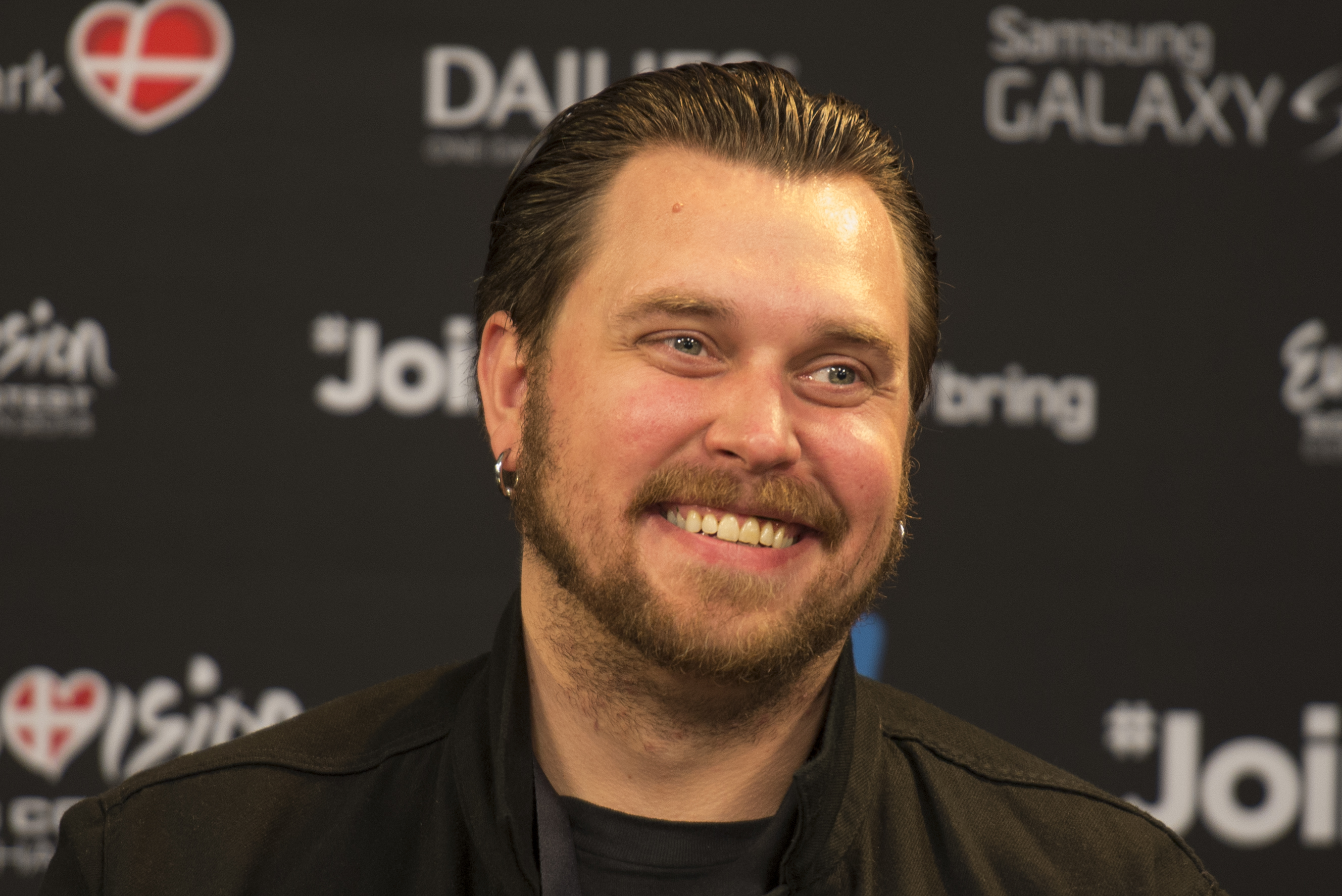
Carl Espen (2014)

Carl Espen, auch Carl E., (* 15. Juli 1982 in Bergen; eigentlich Carl Espen Thorbjørnsen) ist ein norwegischer Sänger.

## Leben
Carl Espen wuchs mit seiner Mutter und zwei Geschwistern in einer musikalischen Familie auf Osterøy auf. Er diente später ein halbes Jahr als Soldat im Kosovo. Carl Espen gewann am 15. März 2014 den Melodi Grand Prix 2014, die norwegische Vorausscheidung für den Eurovision Song Contest. Somit vertrat Carl Espen Norwegen beim Eurovision Song Contest 2014 in Kopenhagen mit dem Song Silent Storm. Er belegte im Finale den achten Platz mit 88 Punkten. Ironischerweise konnte sich der Titel nicht in den norwegischen Charts platzieren, dafür jeweils für eine Woche unter anderem in den deutschen, österreichischen, schweizerischen, niederländischen und dänischen.
Im August 2014 erschien seine nächste Single Holding on.

## Diskografie
Singles
- 2014: Silent Storm (NO: Platin)[5]
- 2014: Holding on